# Moskusand
Moskusand (Cairina moschata) er en fugl i andefamilien.
Moskusanden hører naturligt hjemme i Mellem- og Sydamerika, men forekommer også i sydlige dele af Nordamerika. Ligesom gråanden er moskusanden blevet domesticeret (tæmmet) af mennesket. Sandsynligvis skete dette i Peru allerede før inkatiden.
Den vilde moskusand vejer i gennemsnit 3 kg (han) og 1,3 kg (hun). Fjerdragten er overvejende sort hos vilde moskusænder. Arten yngler i skove nær vådområder, hvor de har rede i huller i træerne.
Selv om moskusanden er en tropisk fugl, tåler den nemt temperaturer ned til -12 °C.